# Culex vicinus
Culex vicinus är en tvåvingeart som först beskrevs av Taylor 1916.  Culex vicinus ingår i släktet Culex och familjen stickmyggor. Inga underarter finns listade i Catalogue of Life.